# Hakkusaari
Hakkusaari är en ö i Finland. Den ligger i sjön Mourujärvi och i kommunen Posio i den ekonomiska regionen  Östra Lapplands ekonomiska region  och landskapet Lappland, i den norra delen av landet, 700 km norr om huvudstaden Helsingfors. Öns area är 4,3 hektar och dess största längd är 390 meter i öst-västlig riktning.